# لويس مينا (لاعب كرة قدم)
لويس مينا (بالإسبانية: Luis Mena Irarrázabal)‏ هو لاعب كرة قدم ومدرب كرة قدم تشيلي في مركز الدفاع، ولد في 28 أغسطس 1979 في بوينتي آلتو في تشيلي. شارك مع منتخب تشيلي لكرة القدم. أما مع النوادي، فقد لعب مع كولو-كولو.

## وصلات خارجية
- لويس مينا (لاعب كرة قدم) على موقع قاعدة بيانات كرة القدم.إي يو (الإنجليزية)
- لويس مينا (لاعب كرة قدم) على موقع ناشيونال فوتبول تيمز (الإنجليزية)
- لويس مينا (لاعب كرة قدم) على موقع Soccerway.com (الإنجليزية)